# 아일랜드의 행정 구역
다음은 아일랜드의 행정 구역에 관한 서술이다.